# ヒスチジノールホスファターゼ
ヒスチジノールホスファターゼ(Histidinol-phosphatase、EC 3.1.3.15)は、以下の化学反応を触媒する酵素である。
L-ヒスチジノールリン酸 + 水{\displaystyle \rightleftharpoons }L-ヒスチジノール + リン酸
従って、この酵素の2つの基質はL-ヒスチジノールリン酸と水、2つの生成物はL-ヒスチジノールとリン酸である。
この酵素は加水分解酵素に分類され、特にリン酸エステル結合に作用する。系統名は、L-ヒスチジノールリン酸ホスホヒドロラーゼ(L-histidinol-phosphate phosphohydrolase)である。ヒスチジン代謝に関与している。

## 構造
2007年末時点で、5つの構造が解かれている。蛋白質構造データバンクのコードは、2FPR、2FPS、2FPU、2FPW、2FPXである。

## 大腸菌
大腸菌において遺伝子hisBによってコードされる酵素は、融合したイミダゾールグリセロール-リン酸デヒドラターゼとヒスチジノールホスファターゼである。